# 大照寺 (台東区)
大照寺（だいしょうじ）は、東京都台東区にある真宗佛光寺派の寺院。

## 歴史
安政4年（1857年）、正雅によって開山された。元々は武蔵国豊島郡金杉村（現・東京都台東区根岸・荒川区東日暮里一帯）に位置していたが、文久3年（1863年）に現在地に移転した。

## 仏足石
境内には、釈迦の足跡を刻んだ「仏足石」という石造物がある。高さが1.6メートルあり、この寺の宗派である佛光寺派の京都大行寺系の仏足石といわれている。1945年（昭和20年）の空襲で、踵の部分が破損している。

## 交通アクセス
- 日比谷線入谷駅より徒歩約6分（経路案内）。
- 日比谷線三ノ輪駅より徒歩約9分（経路案内）。
- 鶯谷駅より徒歩約15分（経路案内）。